# Justin Houben
Justin Laurent Octave Houben (Schaarbeek, 9 september 1898 - Linkebeek, 6 juli 1958) was een Belgisch advocaat, bestuurder en politicus voor het Katholiek Verbond van België en de CVP.

## Levensloop
In 1919 werd Houben kandidaat Germaanse talen en in 1921 promoveerde hij tot doctor in de rechten. In 1922 werd hij advocaat aan de balie van Antwerpen.
Hij werd voornamelijk actief in middenstandsorganisaties:
- juridisch raadgever van de Christelijke Middenstandsbond, Antwerpen (vanaf 1935)
- voorzitter van de Christelijke Middenstandsbond, Antwerpen (1937 - 19411)
- arrondissementsvoorzitter van de Christelijke Middenstandsbond (vanaf 1936, als opvolger van Joseph De Hasque)
- lid van de Kamer van Ambachten en Neringen, Antwerpen (vanaf 1939)
- stichter en voorzitter van het juridisch comité van het Christelijk Middenstandsverbond voor Vrouwen (CMBV)
- secretaris-generaal van het Christelijk Middenstandsverbond van België en lid van de Hoofdraad van het NCMV,
- afgevaardigd bestuurder van de Belgische Verzekeringsmaatschappij van de Middenstand (1952 - 1958)
- lid van de Hoge Raad van de Middenstand,
- secretaris-generaal van het Internationaal Instituut van de Middenstand (1948 - 1957)
- vanaf 1934 verzorgde hij de middenstandsrubriek in de Gazet van Antwerpen.

Op het politieke vlak was hij:
- van 1922 tot 1946 gemeenteraadslid van Antwerpen,
- Van 1939 tot 1946 was hij katholiek senator voor het arrondissement Antwerpen en van maart 1946 tot juli 1947 was hij gecoöpteerd senator.

Hij was verder ook nog secretaris van de Belgische Voetbalbond

## Publicaties
- De wet op het dienstcontract van 7 augustus 1931. Brussel, 1934
- De huishuurwet, Wet van 22 maart 1940 (samen met Emiel Van Cauwelaert). Brussel, 1940